# Borut Urh
Borut Urh, slovenski tenisač, * 28. julij 1974, Ljubljana. 
Urh je dosegel najvišje mesto na svetovni lestvici 5. aprila 1999, ko je zasedel 281. mesto, v dvojicah pa 8. septembra, 1997, ko je dosegel 160. mesto na svetovni lestvici, kar je še danes državni rekord pri moških dvojicah. Trenutno živi v  Mošnjah. Slovenijo je kar 12 krat zastopal tudi v Davisovem pokalu. 
Na turnirjih za Grand Slam vključno s kvalifikacijami ni nikoli zaigral. Profesionalno kariero je začel leta 1993, zaključil pa leta 2000.

## Challengers dvojice (2)
| Št. | Datum | Turnir                 | Podlaga | Partner     | Nasprtonik v finalu          | Izid      |
| 1.  | 1997  | Pilzen, Češka          | pesek   | Petr Pála   | Radek Štěpánek Radomir Vasek | 2–4, RET. |
| 2.  | 1998  | Nettingsdorf, Avstrija | pesek   | Tomáš Krupa | Tomáš Cibulec Leoš Friedl    | 6–1, 6–4  |